# Мансуров, Рамис Фаридович
Рамис Мансуров (род. 20 октября 1973, Запорожье) — украинский футзалист, Заслуженный мастер спорта Украины, многократный чемпион Украины.
Воспитанник СДЮШОР «Металлург». Тренер — Валентин Степанович Гришин
Достижения:
- Пятикратный чемпион Украины — 1991—1992, 2003—2004, 2004—2005, 2005—2006, 2007—2008 гг.
- Серебряный призёр чемпионата Украины — 2008—2009 гг.
- Двукратный бронзовый призёр чемпионата Украины — 2002—2003, 2006—2007 гг.
- Обладатель Кубка Украины — 2001—2002, 2003—2004, 2005—2006 гг.
- Обладатель Суперкубка Украины — 2005, 2006, 2008 гг.
- Чемпион мира среди молодёжных команд в составе молодёжной сборной Украины — 1998 г.
- Серебряный призёр чемпионата Европы в составе национальной сборной Украины — 2001 г.